# Jodła numidyjska
Jodła numidyjska (Abies numidica) – gatunek drzewa z rodziny sosnowatych. Występuje endemicznie w Algierii w Górach Babor, w okolicach szczytu Djebel Babor, będącego najwyższym szczytem Atlasu Tellskiego. Krytycznie zagrożony wyginięciem.

## Zasięg występowania

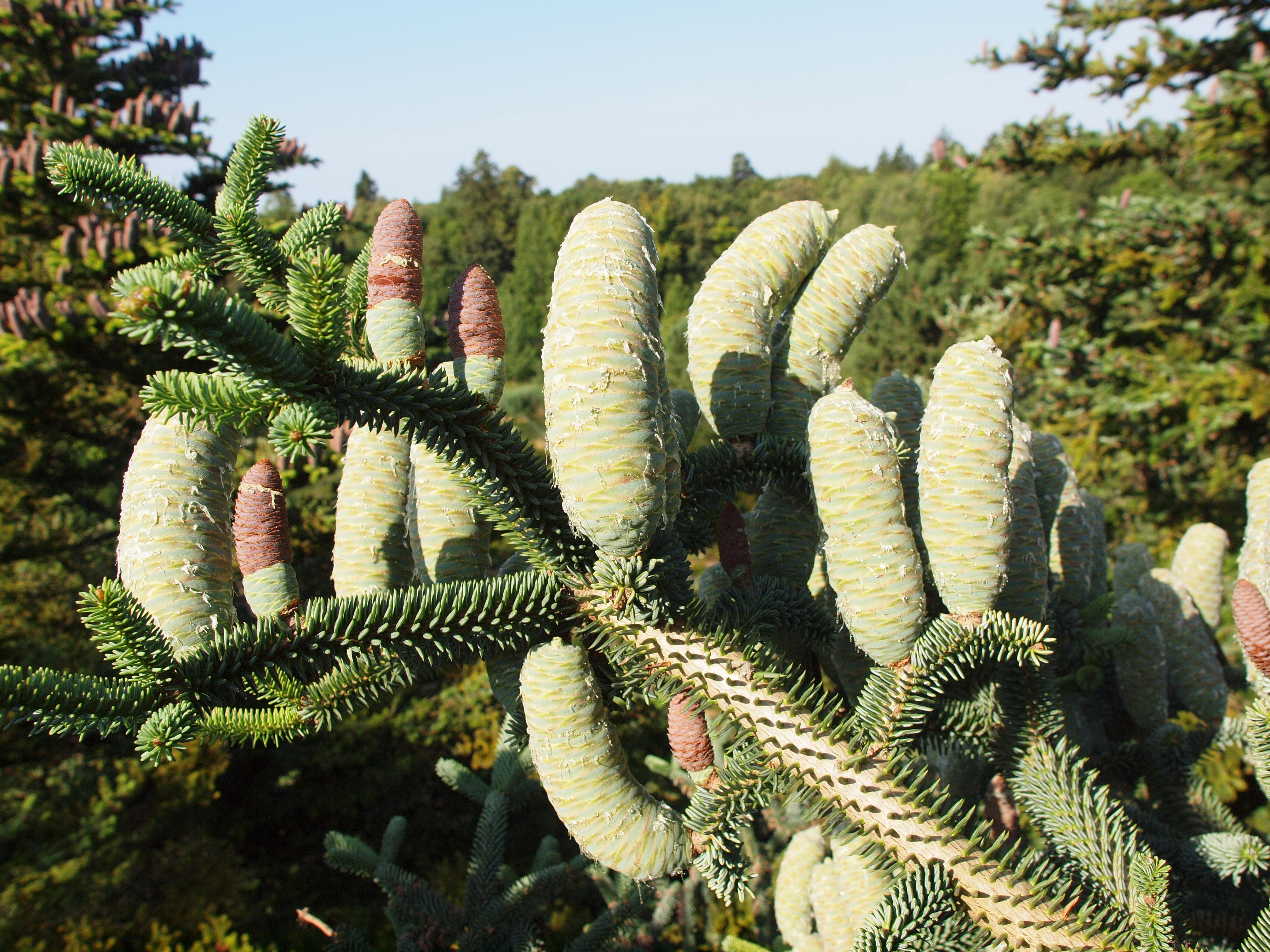
Szyszki

Gatunek endemiczny dla Algierii; występuje w klimacie śródziemnomorskim na wysokości 1800–2004 m n.p.m. Suma rocznych opadów na terenie występowania wynosi 1500–2000 mm, jest to głównie śnieg. Lata są gorące i suche. Gatunek ściśle powiązany z jodłą hiszpańską (Abies pinsapo).

## Morfologia
Jodła numidyjska to średnie do dużego drzewo wiecznie zielone, dorastające do wysokości 20–35 m i średnicy pnia 1 m. Igły nieznacznie spłaszczone, ciemnozielone i połyskliwe, długość wynosi 1,5–2,5 cm, szerokość 2–3 mm a grubość 1 mm. Na wierzchniej stronie białozielone aparaty szparkowe. Igły na końcu zaostrzone lub o kształcie ściętym. Szyszki barwy niebieskozielonej, z fioletowym lub różowym odcieniem; dojrzałe są brązowe. Ich długość wynosi 10–20 cm, szerokość ok. 4 cm; na każdej szyszce 150–200 łusek, każda zawiera dwa uskrzydlone nasionka.